# Artabotrys luxurians
Artabotrys luxurians Ghesq. ex Cavaco & Keraudr. – gatunek rośliny z rodziny flaszowcowatych (Annonaceae Juss.). Występuje endemicznie na Madagaskarze. 

## Morfologia
PokrójZimozielone i zdrewniałe liany.
LiścieMają kształt od podłużnego do owalnego. Mierzą 6–16 cm długości oraz 3–6,5 cm szerokości. Są skórzaste. Nasada liścia jest rozwarta. Wierzchołek jest spiczasty. Ogonek liściowy jest nagi i dorasta do 5 mm długości.
KwiatySą pojedyncze. Działki kielicha mają trójkątny kształt i dorastają do 7 mm długości. Płatki mają kształt od owalnego do owalnie lancetowatego i osiągają do 20–80 mm długości. Kwiaty mają 9–10 nagich słupków o owalnym kształcie.